# Malus rockii
Malus rockii är en rosväxtart som beskrevs av Alfred Rehder. Malus rockii ingår i släktet aplar, och familjen rosväxter. Utöver nominatformen finns också underarten M. r. calvostylata.